# Antedon mediterranea
Antedon mediterranea  (лат.) — вид морских лилий рода антедонов семейства Antedonidae.

## Описание
Диаметр — 20 см. Имеются пять раздвоенных рук-лучей с шестьюдесятью волосинками для фильтрования планктона и тридцать ножек-цирр. Длина расправленных лучей составляет 10 сантиметров. При опасности лучи сворачиваются. Лучи ломкие и легко обламываются, но после этого отрастают. Бывает коричневой, жёлтой, оранжевой, красной.

## Ареал и среда обитания

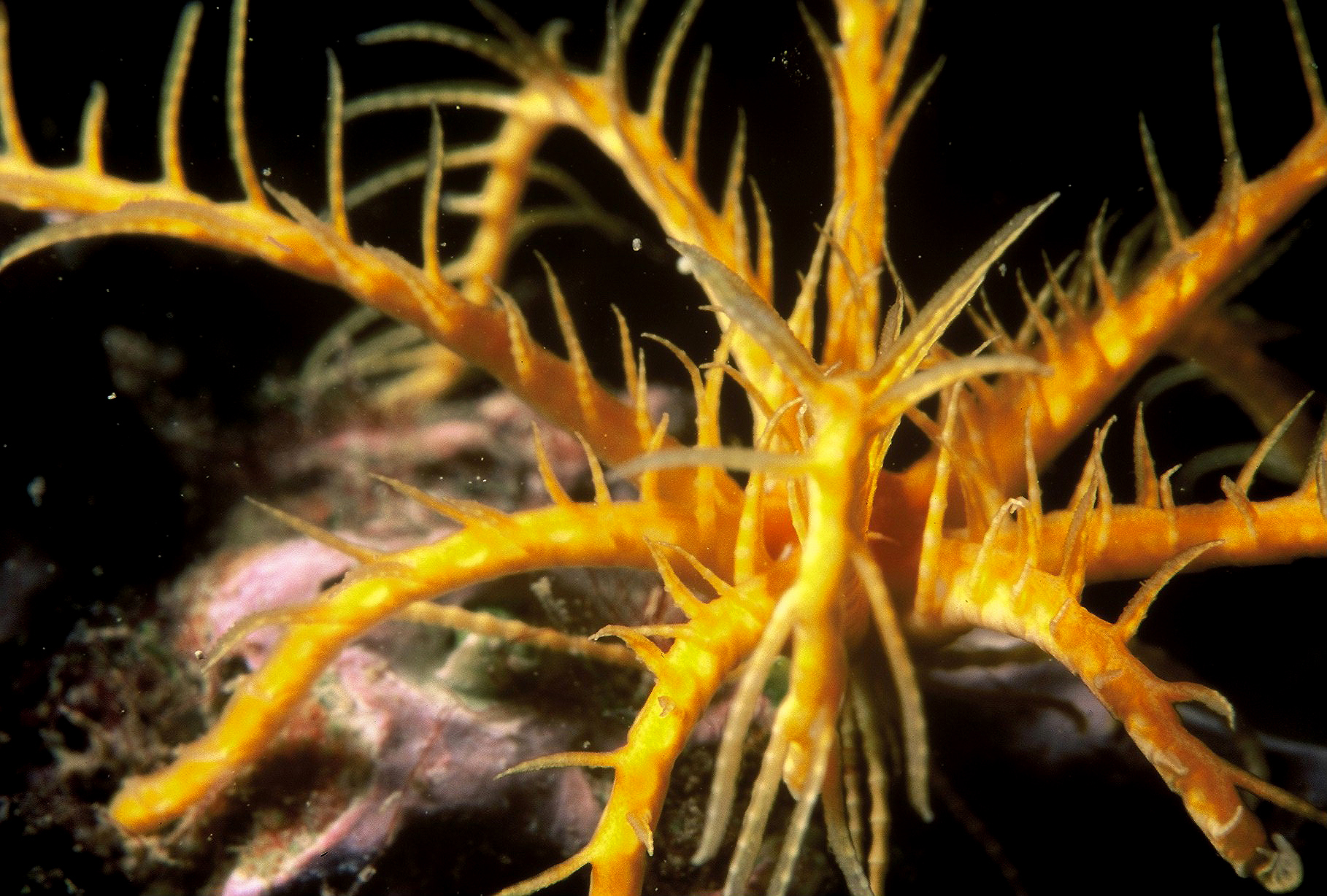
Жёлтая морская лилия

Встречается от Эгейского и Средиземного моря до мыса Святого Винсента на глубине 20—80 метров. Предпочитает места с сильным течением, так как оно приносит планктон. Чтобы ловить планктон, морские лилии забираются на кораллы, водоросли, мшанки и морские травы.

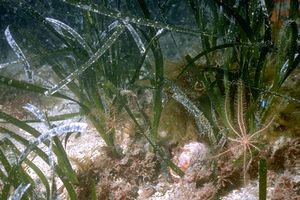
Антедон в зарослях посидонии

## Образ жизни
Питается отфильтровывая планктон из морской воды. Улавливаемая пища передаётся крошечными амбулакральными ножками на бороздках лучей ко рту в центре.
Нерест проходит весной. Гонады расположены в нижней части рук. Соединение гамет происходит в воде. Личинки свободно плавают, используя реснички. Выработка серотонина стимулирует личинки оседать на дне. Личинки закрепляются стеблем, который позже исчезает.